# Eastern Review
Eastern Review – czasopismo naukowe, redagowane przez Międzynarodowe Centrum Badań Wschodnioeuropejskich Uniwersytetu Łódzkiego we współpracy z Komisją Badań nad Integracją Europy Polskiej Akademii Nauk Oddział w Łodzi, wydawane przez Wydawnictwo Uniwersytetu Łódzkiego.

## O czasopiśmie
Eastern Review to rocznik Międzynarodowego Centrum Badań Wschodnioeuropejskich UŁ i Komisji Badań nad Integracją Europy Polskiej Akademii Nauk Oddział w Łodzi. Stanowi bezpośrednią kontynuację czasopisma o tej samej nazwie, ukazującego się w latach 1997–2001, którego założycielem i wieloletnim redaktorem był prof. dr hab. Jerzy Kmieciński. 
Zagadnienia podejmowane w czasopiśmie dotyczą państw regionu Europy Wschodniej, postrzeganego w kategoriach geopolitycznych i społeczno-kulturowych, nie tylko geograficznych. W polu badawczym periodyku znajdują się Białoruś, Mołdawia, Rosja i Ukraina, a także inne państwa obszaru poradzieckiego.
W roczniku poruszana jest problematyka polityczno-prawna, społeczno-gospodarcza i językowo-kulturowa. Zamieszczane są w nim opracowania politologiczne, prawoznawcze, socjologiczne, ekonomiczne, kulturoznawcze oraz językoznawcze. Jednocześnie każdy numer periodyku ma charakter tematyczny, podobnie jak miało to miejsce w przypadku Eastern Review wydawanego na przełomie ubiegłego wieku.
Czasopismo ma charakter międzynarodowy, w jego prace zaangażowane są: Białoruski Uniwersytet Państwowy w Mińsku (Białoruś), Chmielnicki Uniwersytet Państwowy (Ukraina), Czerniowiecki Uniwersytet Państwowy im. Jurija Fedkowycza (Ukraina), Moskiewski Uniwersytet Państwowy im. Michaiła Łomonosowa (Rosja), Państwowy Uniwersytet w Tule (Rosja), Uniwersytet Ekonomiczno-Administracyjny w Pradze (Czechy), Uniwersytet Lineusza w Växjö (Szwecja), Centrum Badań Wschodnioeuropejskich w Giessen (Niemcy), Otto-von-Guericke-Universität Magdeburg (Niemcy).
Recenzja tekstów prowadzona jest zgodnie z modelem double blind review. Każdy artykuł sprawdzany jest przez przynajmniej dwóch recenzentów. Wszystkie artykuły dostępne są w Otwartym Dostępie (Open Access) na licencji CC BY-NC-ND.

## Rada Programowa
- Larissa Titarenko (Department of Sociology, Faculty of Philosophy and Social Sciences, Belarusian State University, Minsk, Belarus)
- Roman Fiala (Department of Economic Studies, College of Polytechnics Jihlava, Czech Republic)
- Anatoly Kruglashov (Political Science and Public Administration Department, Yuriy Fedkovych Chernivtsi National University, Chernivtsi, Ukraine)
- Andrey Makarychev (Johan Skytte Institute of Political Studies, University of Tartu, Estonia)
- Vahatung Maisaia (Caucasus International University, Social Science and International Relations Department, Tbilisi, Georgia)
- Irina Vasilenko (Moscow State University, Moscow, Russia)
- Natalia Petruk (Khmelnytskyi National University,  Department of Philosophy and Political Science, Khmelnytsk, Ukraine)
- Aistė Lazauskienė (Department of Public Administration, Faculty of Political Science and Diplomacy, Vytautas Magnus University, Kaunas, Lithuania)
- Mikhail Iliyn (Faculty of Social Sciences, HSE University, Moscow, Russia)
- Walenty Baluk (Katedra Bezpieczeństwa Międzynarodowego, Instytut Nauk o Polityce i Administracji, UMCS, Lublin, Polska)

## Redaktorzy
- dr hab. Michał Słowikowski - red. nacz. (Uniwersytet Łódzki, Poland)
- prof. dr hab. Anatoliy Kruglashov - zastępca red. nacz. (Uniwersytet Łódzki, Poland)
- dr Maciej Onasz - redaktor (Uniwersytet Łódzki, Poland)
- lic. Tomasz Limanowski - sekretarz redakcji

## Bazy
- Arianta
- BazHum
- BazEkon
- CEJSH
- CEEOL
- CEON Centrum Otwartej Nauki
- DOAJ
- Index Copernicus
- ProQuest